# Unicoi (Tennessee)
Unicoi – miasto w Stanach Zjednoczonych, w stanie Tennessee, w hrabstwie Unicoi.